# Defying Gravity (Mr. Big)
Defying Gravity  è il nono album in studio del gruppo musicale statunitense Mr. Big, pubblicato il 7 luglio 2017 dalla Frontiers Records.
È il primo album del gruppo in cui è presente il contributo del batterista Matt Starr, che supporta in alcuni brani Pat Torpey a cui è stato diagnosticato la malattia di Parkinson.

## Tracce
1. Open Your Eyes – 4:01
2. Defying Gravity – 5:27
3. Everybody Needs a Little Trouble – 3:52
4. Damn I'm in Love Again – 2:55
5. Mean to Me – 3:28
6. Nothing Bad (About Feeling Good) – 4:00
7. Forever and Back – 3:39
8. She's All Coming Back to Me Now – 4:21
9. 1992 – 5:00
10. Nothing at All – 4:12
11. Be Kind – 7:02

## Formazione
- Eric Martin – voce
- Paul Gilbert – chitarre, cori
- Billy Sheehan – basso, cori
- Matt Starr – batteria
- Pat Torpey – batteria